# فخرالدین مدرس

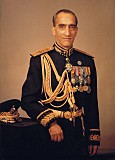
سپهبد فخرالدین مدرس با فرم نظامی رسمی.

سپهبد فخرالدین مدرس (۱۲۹۶ اصفهان - ۱۳۵۷ تهران) معروف به فخر مدرس سپهبد ارتش شاهنشاهی، ریاست اداره دادرسی نیروهای مسلح شاهنشاهی و نماینده دادستان در دادگاه دکتر فاطمی، دادستان نظامی، دادستان انتظامی قضات، رئیس دادگاه عالی انتظامی قضات ارتش و ریاست اداره دادرسی نیروهای مسلح ارتش بود. او پس از انقلاب اعدام شد.

## تحصیلات
مدرس سال ۱۲۹۶ در اصفهان به دنیا آمد، تحصیلات ابتدایی و متوسطه را در اصفهان گذراند و سپس وارد دانشکده افسری شد و بعد از آن به پاریس رفته و تحصیلات خود را تا درجه دکترای حقوق ادامه داد.

## خدمات نظامی
وی سپس به ایران بازگشت و خدمت خود را در ارتش ادامه داد او طی سالهای ۱۳۲۳ تا ۱۳۲۷ در دادستانی ارتش و پس از آن از ۱۳۲۹ به عنوان رئیس ستاد تیپ مرکزی لشکر خراسان خدمت می‌کرد. مدرس پس از کودتای ۲۸ مرداد در جریان محاکمه دکتر حسین فاطمی به عنوان نماینده داستان حضور داشت.
فخرالدین مدرس در دادگاه رهبران نهضت آزادی به عنوان رئیس دادرسی ارتش در جلسه دادگاه به تشریح شکل‌گیری و زمینه‌های پیدایی احزاب و جریان‌های مخالف دولت پرداخته و در کیفرخواست خود اقدامات اعضا و هواداران جبهه ملی و نهضت آزادی و اعلامیه‌های را موجب اختلال در نظم و اداره کشور ارزیابی و اقدامات و فعالیت‌های انجام شده توسط میلیون را مغایر منافع ملی دانست.
پس از ترور سرلشکر فرسیو در ۱۳۵۰، سپهبد مدرس به عنوان رئیس دادرسی ارتش انتخاب شد. او در این سمت مسئولیت محاکمه مخالفان رژیم شاه را بر عهده داشت. وی در شهریور ۱۳۵۷ بازنشسته شد.

## دستگیری و اعدام
پس از انقلاب وی که به همراه جمعی از سران ارتش بازداشت شد. خبرگزاری پارس در روز ۱۴ اسفند ۱۳۵۷، خبر اعدام او را توسط سخنگوی دادگاه انقلاب اسلامی اعلام کرد. این گزارش و متن اطلاعیه دادگاه انقلاب در روزنامه‌های کیهان و اطلاعات به چاپ رسید. (۱۴ و ۱۵ اسفند ۱۳۵۷) نام سپهبد مدرس در میان ۴۳۸ اعدامی در گزارش اسفند ۱۳۵۸ سازمان عفو بین‌الملل نیز آمده است.

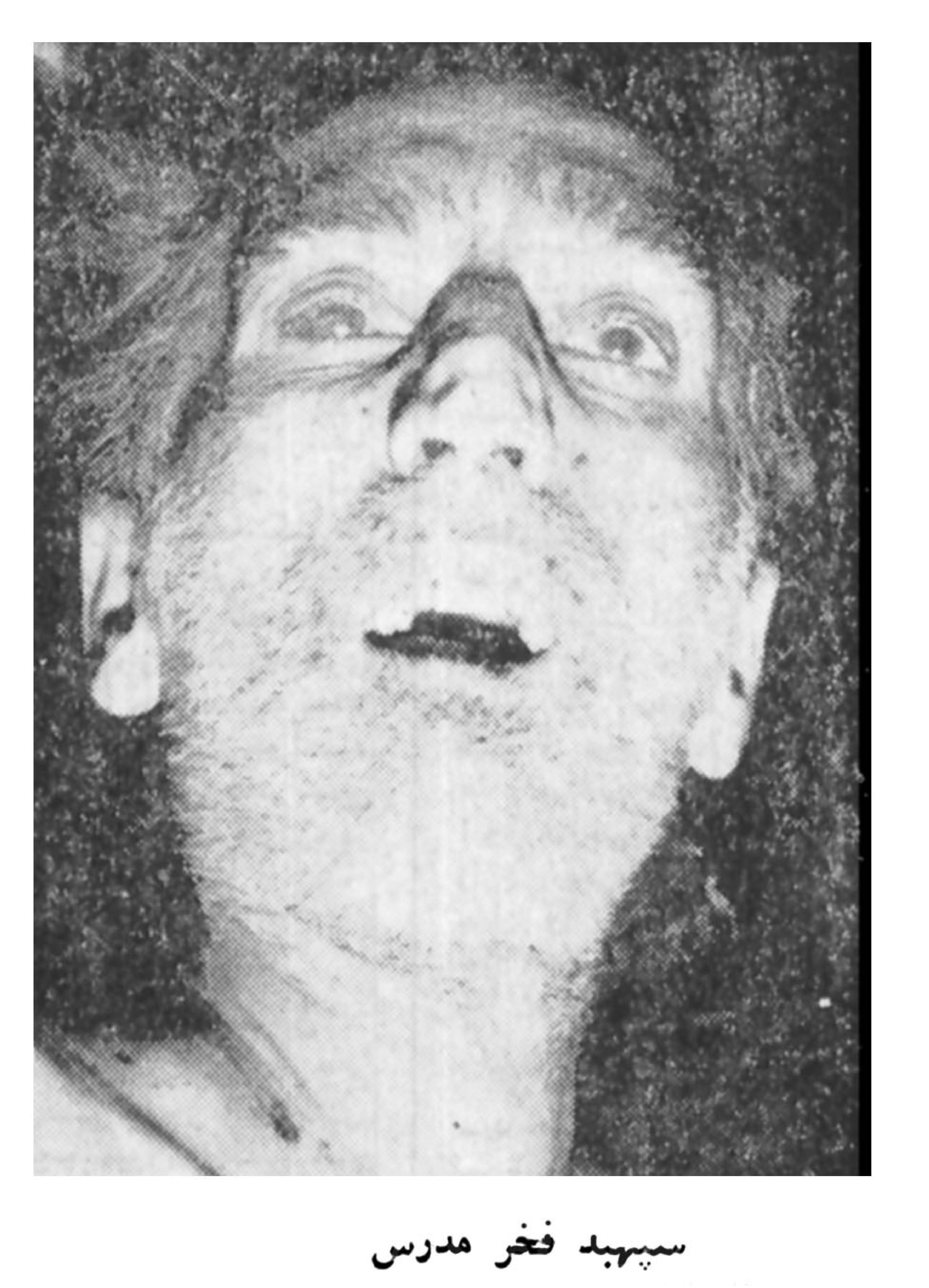
جنازه سپهبد فخرالدین مدرس پس از تیرباران، روزنامهٔ اطلاعات ۱۴ اسفند ۱۳۵۷ (‏۵ مارس ۱۹۷۹‏)

وی فردی مذهبی بوده و همسرش، نوه خاله سید جلال‌الدین تهرانی بود. و علاءالدین میرمحمدصادقی و سید رضا میر محمد صادقی خواهرزاده او هستند.